# Viktoriakyrkan
Viktoriakyrkan, även Viktoriakapellet eller Guvertsfjälls kapell, är en kyrkobyggnad belägen vid sjön Överst-Juktan i sydvästra delen av Sorsele kommun i Lappland. Den ligger i ett mycket glesbefolkat område, åtta mil från orten Sorsele. En mindre väg passerar i närheten av kyrkan.
Initiativet till kyrkan togs 1935 av ortsbor i Juktådalen under ledning av prästen i Ammarnäs, Göte Haglund. Det yttersta ursprunget var att samen Johan Andersson Gran såg i en dröm att en kyrka skulle resas på gärdan (gäran) Svallsgäran, röjd av svenske nybyggaren Svallsson. Johan Andersson Gran berättade om detta för svenskar och samer, bland annat för boende nära Överst‑juktans andra ände i Slätvik och Falträsk, som förmedlade drömmen till Göte Haglund. Göte Haglund slogs av tanken på hur viktiga de enkla lappkapellen i Jillesnålle och Tärna varit för utvecklingen i Vindeldalen och Umedalen, och han hoppades på samma verkan i Juktådalen. Sedan Guvertfjälls kapellförening bildats fick Göte Haglund i uppdrag att börja en insamling. Avgörande för projektet blev en enskild donation på 12 000 kronor från en anonym givare, som ställde villkoret att kyrkan på något sätt skulle erinra om den bortgångna drottningen Victoria. Det visade sig senare att den anonyme donatorn varit drottningens livmedikus Axel Munthe.
Svallsgäran låg då sex mil från närmaste väg. I januari 1936 inleddes bygget efter ritningar av Martin Westerberg från Stockholm. Göte Haglund hade tänkt sig ett enkelt knuttimrat kapell, men när Martin Westerberg såg Göte Haglunds bilder från Svallsgäran menade han att en riktig kyrkspira måste resa sig mot Gáránasvárdduo (Korpberget). Vid midsommar 1938 stod kyrkan klar och fick namnet Viktoriakyrkan. 

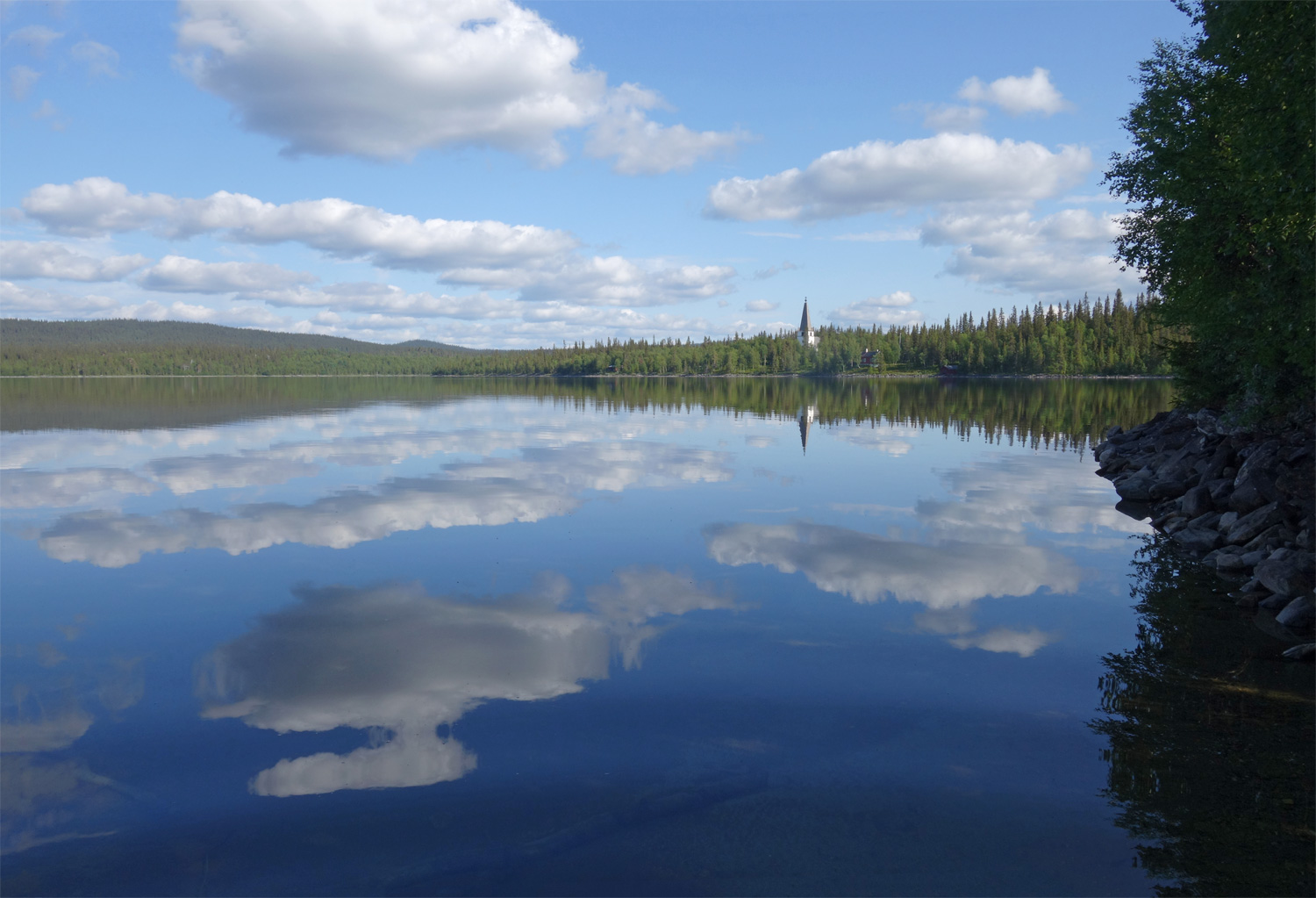
Viktoriakyrkan sedd från Överst-Juktans västra strand.

Området där Viktoriakyrkan ligger är idag klassat som riksintresse för kulturmiljövården.
Kyrkan utnyttjas (2013) för tre gudstjänster per år, alla sommartid. Det låga nyttjandet i kombination med ett väderutsatt läge och renoveringsbehov gjorde att Sorsele församling kring år 2005 utbjöd kyrkan till försäljning, någon köpare hittades dock inte. I juli 2013 uttalade församlingen önskemål om att någon form av intresseförening skulle ta över ansvaret för kyrkan.

## Inventarier
- Ett harmonium.